# Стежка Голіцина

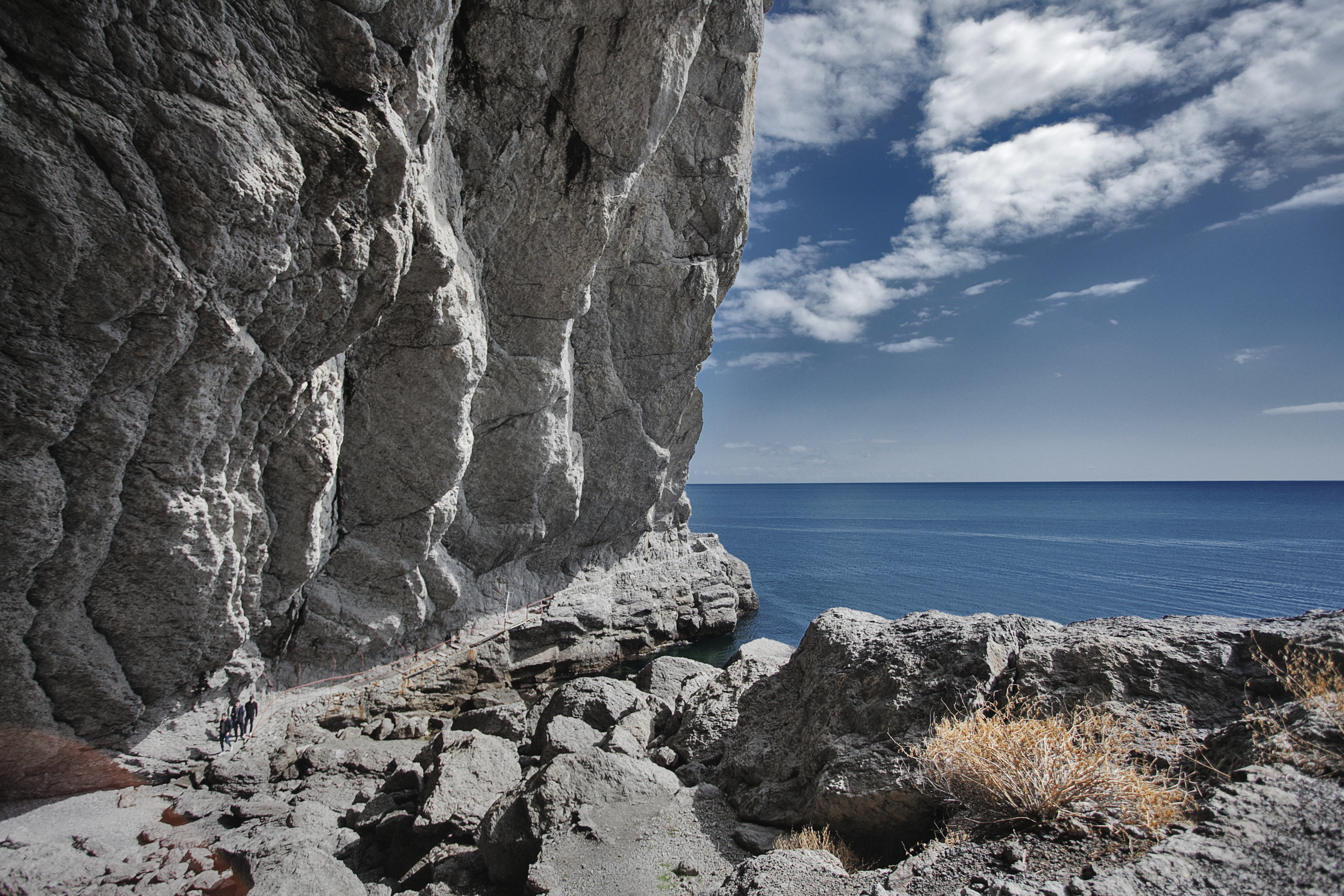
Стежка Голіцина

Стежка Голіцина — це популярна гірська туристична стежка, вирубана на схилі гори Коба-Кая у селищі Новий світ.

## Історія
Названа по імені князя, винороба і підприємця  Лева Голіцина, колись володів маєтком у селищі Новий Світ.Стежка загальною довжиною 5,4 км була прорубана в крутому схилі гори Коба-Коя наприкінці XIX століття. Проходячи нею, працівники проносили на зберігання в грот Голіцина вироблені на заводі вина і шампанське.Вважається, що стежку готували до візиту царя Миколи II і його родини, які були частими гостями у князя Голіцина.

## Туристичний маршрут

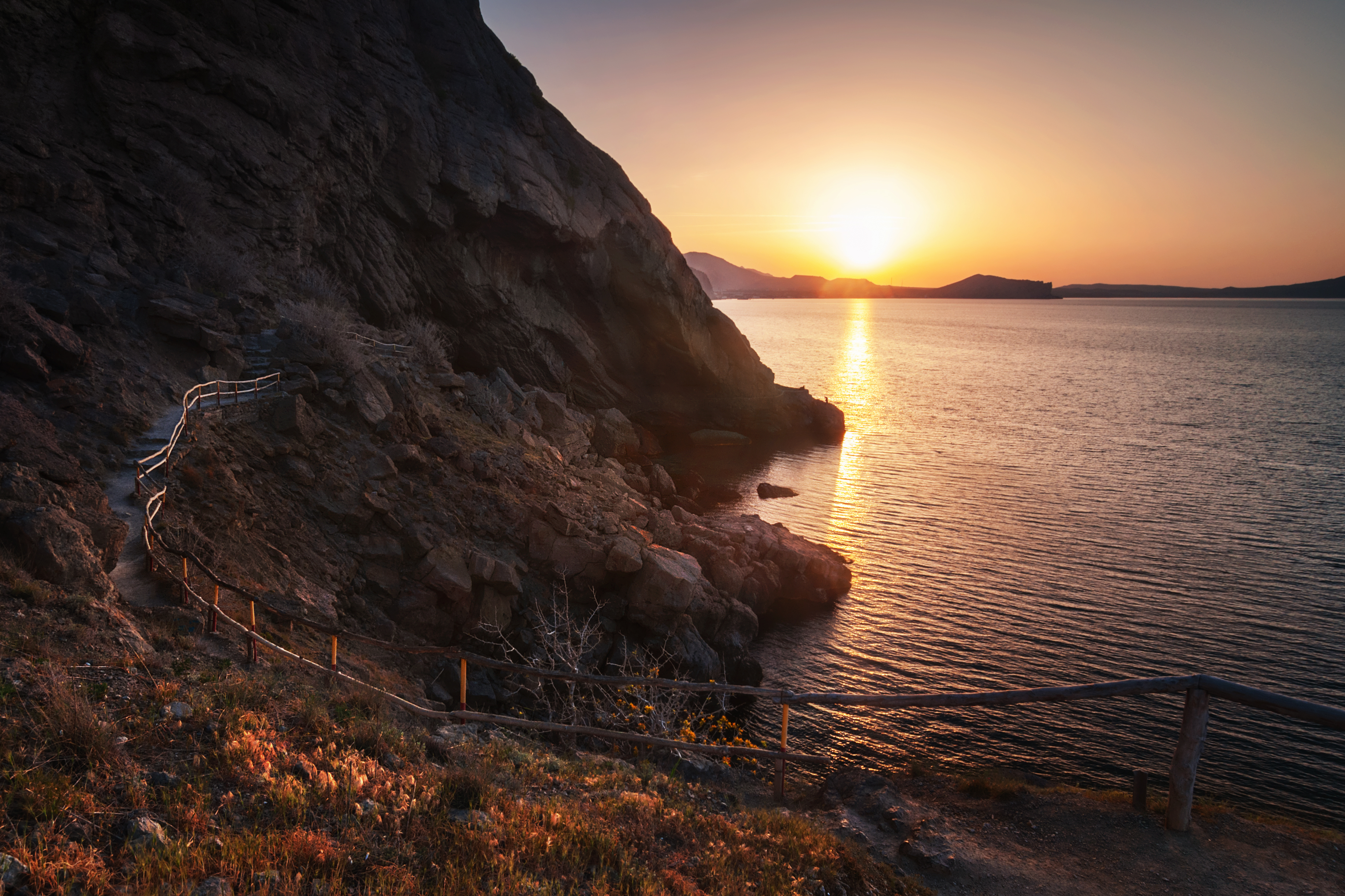
Стежка Голіцина на світанку

Шлях стежкою розпочинається від Зеленої бухти і йде схилом гори Коба-Кая на висоті 30 метрів над рівнем моря.Далі, обігнувши гору, стежка веде до просторого гроту Голіцина, а за ним - видніється панорама з виглядом на Синю бухту і мис Капчик.

## Грот Голіцина
Обігнувши гору, стежка виводить до великого гроту приблизно 40 метрів заввишки і завширшки. У середньовіччя там був розташований печерний християнський монастир, а за князя Голіцина було облаштовано цегляні ніші для зберігання вин. Цей грот також називають гротом Шаляпіна, який за чутками тут колись виступав. За князя в гроті відбувалися концерти, на кам’яній терасі стояли столики і стільці, Голіцин проводив в гроті дегустації своїх вин.
Також в центрі гроту знаходиться колодязь, в який збирається джерельна вода.

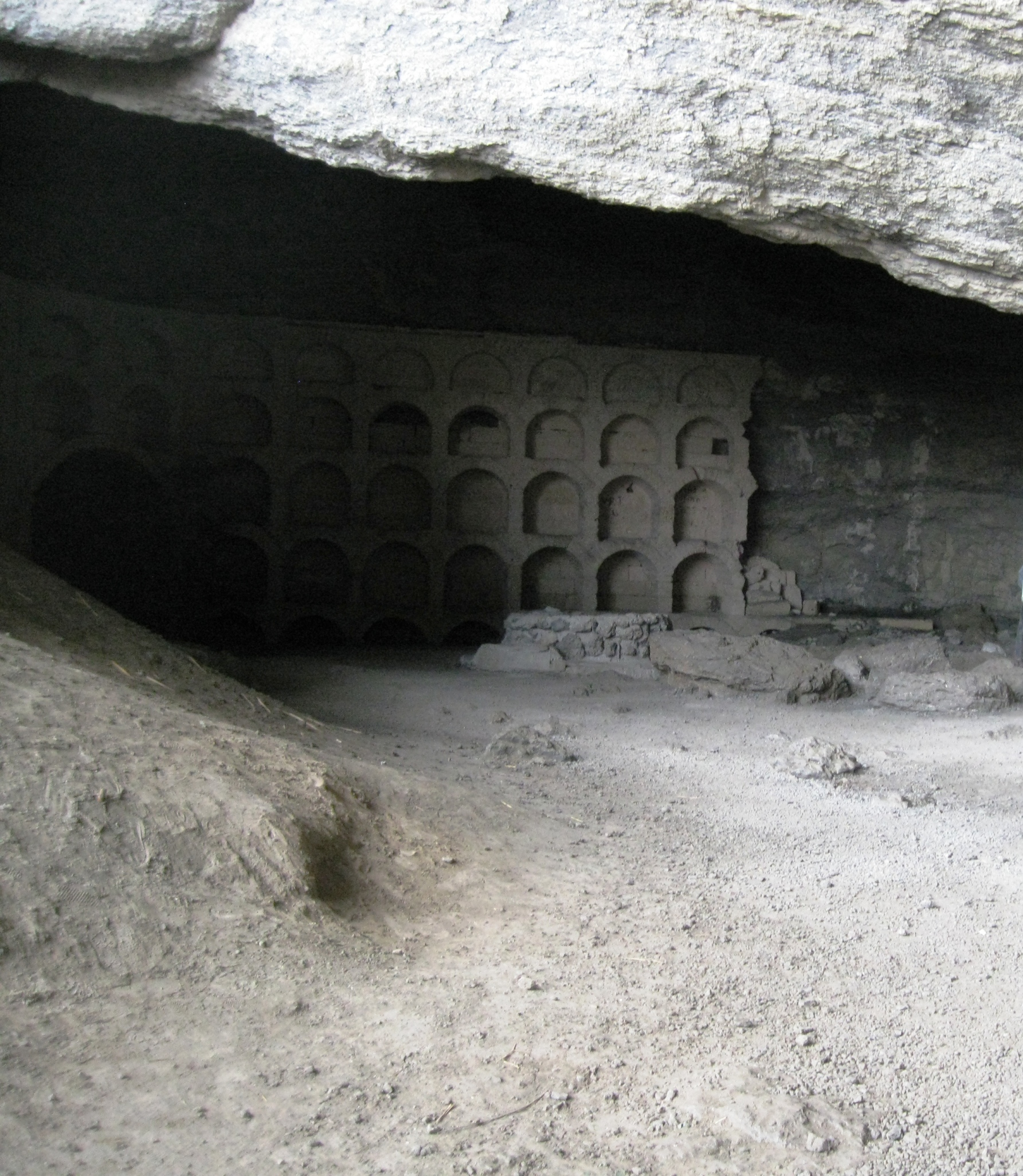
Грот Голіцина(Шаляпіна)

В 1927 році тропу та грот сильно пошкодив потужний землетрус. Відновлювати їх почали  лише у 1980 році, але це не зменшує популярність маршруту.

## У літературі
Стежка Голіцина неодноразово трапляється у туристичних путівниках та книгах, зокрема у книзі Мігеля Severo" Планета Афон. Дева Мария".